# Campeonato da Polinésia de Atletismo de 2009
O Campeonato da Polinésia de Atletismo de 2009 foi a 4ª edição da competição organizada pela Associação de Atletismo da Oceania entre 4 de agosto a 8 de agosto de 2009. O evento foi realizado em conjunto com a série de Grand Prix da AAO, e com os campeonatos regionais da Melanésia e Micronésia de 2009. O campeonato foi celebrado na Universidade Griffith, em Gold Coast, na Austrália, com um total de 32 provas (18 masculino, 14 feminino). Teve como destaque Polinésia Francesa com 21 medalhas sendo 11 de ouro. Muitos atletas utilizaram o campeonato como preparação para o mundial de atletismo de 2009, em Berlim, na Alemanha.   Foram fornecidos relatórios detalhados para a AAO. 

## Medalhistas
Resultados completos podem ser encontrados na página da AAO,  e em sportfieber.pytalhost.com. 
Nas prova dos 100 metros rasos, salto em distância, salto triplo, arremesso de peso, lançamento de disco e lançamento de dardo ocorreram competições abertas separadas para os campeonatos da Polinésia e a Série de Grand Prix da AAO, sendo realizada em dias diferentes.

### Masculino
| Evento                                   | Ouro                                    | Ouro     | Prata                                 | Prata   | Bronze                           | Bronze |
| ---------------------------------------- | --------------------------------------- | -------- | ------------------------------------- | ------- | -------------------------------- | ------ |
| 100 metros                               | Clayton Mbofana · Nova Zelândia         | 10.82    | Lagaua Patuavalu · Niue               | 11.04   | Aisea Tohi · Tonga               | 11.28  |
| 100 metros Série de Grand Prix           | Tiraa Arere · Ilhas Cook                | 11.52    | Michael Jackson Jnr · Niue            | 11.93   | Harry Ivaiti · Ilhas Cook        | 11.93  |
| 200 metros                               | Clayton Mbofana · Nova Zelândia         | 22.03    | Scott Burch · Nova Zelândia           | 22.50   | Lagaua Patuavalu · Niue          | 22.67  |
| 400 metros                               | Scott Burch · Nova Zelândia             | 50.36    | Jocelyn Muntaner · Polinésia Francesa | 51.00   |                                  |        |
| 800 metros                               | Michael Whitehead · Nova Zelândia       | 1:55.79  | Iulio Lafai · Samoa                   | 2:04.10 |                                  |        |
| 1 500 metros                             | Michael Whitehead · Nova Zelândia       | 4:07.61  | Pierre Bourret · Polinésia Francesa   | 4:20.98 |                                  |        |
| 5 000 metros                             | Francky Maraetaata · Polinésia Francesa | 16:24.66 |                                       |         |                                  |        |
| 10 000 metros                            | Francky Maraetaata · Polinésia Francesa | 34:06.17 |                                       |         |                                  |        |
| 110 metros barreiras                     | Toriki Urarii · Polinésia Francesa      | 15.03    | Paseka Fangupo · Tonga                | 15.47   | Michael Cochrane · Nova Zelândia | 15.47  |
| 400 metros barreiras                     | Michael Cochrane · Nova Zelândia        | 56.16    | Paseka Fangupo · Tonga                | 56.56   | Inoke Finau · Tonga              | 60.04  |
| 3.000 metros com obstáculos              | Pierre Bourret · Polinésia Francesa     | 10:40.22 |                                       |         |                                  |        |
| 4×100 metros estafetas                   | Tonga                                   | 43.28    | Nova Zelândia                         | 43.64   | Niue                             | 44.51  |
| 4×400 metros estafetas                   | Nova Zelândia                           | 3:29.62  | Tonga                                 | 3:29.88 |                                  |        |
| Salto em altura                          | Regan Standing · Nova Zelândia          | 1.96m    | Raihau Maiau · Polinésia Francesa     | 1.87m   | Esau Vakameilalo · Tonga         | 1.81m  |
| Salto em comprimento                     | Raihau Maiau · Polinésia Francesa       | 6.73m    | Okilani Tinilau · Tuvalu              | 6.62m w | Michael Cochrane · Nova Zelândia | 5.91m  |
| Salto em comprimento Série de Grand Prix | Okilani Tinilau · Tuvalu                | 6.36m    | Tiraa Arere · Ilhas Cook              | 6.05m   | David Pi · Ilhas Cook            | 4.50m  |
| Salto triplo                             | Raihau Maiau · Polinésia Francesa       | 13.76m   | Esau Vakameilalo · Tonga              | 11.97m  | Tiraa Arere · Ilhas Cook         | 11.49m |
| Salto triplo Série de Grand Prix         | Tiraa Arere · Ilhas Cook                | 12.68m   | David Pi · Ilhas Cook                 | 10.29m  |                                  |        |
| Arremesso de peso                        | Shaka Sola · Samoa                      | 16.19m   | Henry Satupai · Samoa                 | 12.98m  | Jeffrey Kalemani · Tonga         | 12.77m |
| Arremesso de peso Série de Grand Prix    | Shaka Sola · Samoa                      | 16.18m   | Henry Satupai · Samoa                 | 12.79m  |                                  |        |
| Lançamento de disco                      | Marshall Hall · Nova Zelândia           | 45.47m   | Shaka Sola · Samoa                    | 45.14m  | Henry Satupai · Samoa            | 39.10m |
| Lançamento de disco Série de Grand Prix  | Henry Satupai · Samoa                   | 39.39m   |                                       |         |                                  |        |
| Lançamento do dardo                      | Vaihau Bottari · Polinésia Francesa     | 52.87m   | Toriki Urarii · Polinésia Francesa    | 49.14m  |                                  |        |
| Lançamento do dardo Série de Grand Prix  | Vaihau Bottari · Polinésia Francesa     | 54.18m   | Toriki Urarii · Polinésia Francesa    | 50.62m  |                                  |        |

### Feminino
| Evento                                  | Ouro                                  | Ouro         | Prata                                | Prata   | Bronze                                | Bronze  |
| --------------------------------------- | ------------------------------------- | ------------ | ------------------------------------ | ------- | ------------------------------------- | ------- |
| 100 metros                              | Latai Sikuvea · Tonga                 | 12.74        | Patiola Pahulu · Tonga               | 13.24   | Patricia Taea · Ilhas Cook            | 13.31   |
| 100 metros Série de Grand Prix          | Maki Samantha Lockington · Ilhas Cook | 13.58        |                                      |         |                                       |         |
| 200 metros                              | Latai Sikuvea · Tonga                 | 25.67 w      | Rebecca Gibson · Nova Zelândia       | 26.08 w | Patiola Pahulu · Tonga                | 26.50 w |
| 400 metros                              | Rebecca Gibson · Nova Zelândia        | 59.20        | Océane Lefranc · Polinésia Francesa  | 60.96   |                                       |         |
| 100 metros barreiras                    | Terani Faremiro · Polinésia Francesa  | 15.04        | Johanna Sui · Polinésia Francesa     | 15.27   |                                       |         |
| 400 metros barreiras                    | Mele To'a · Tonga                     | 71.53        |                                      |         |                                       |         |
| 4×100 metros estafetas                  | Tonga                                 | 49.87        | Polinésia Francesa                   | 51.94   |                                       |         |
| 4×400 metros estafetas                  | Tonga                                 | 4:29.27      |                                      |         |                                       |         |
| Salto em altura                         | Johanna Sui · Polinésia Francesa      | 1.64m        | Terani Faremiro · Polinésia Francesa | 1.64m   | Océane Lefranc · Polinésia Francesa   | 1.50m   |
| Salto em comprimento                    | Terani Faremiro · Polinésia Francesa  | 5.47m w      | Kalina Mama'o · Tonga                | 5.35m w | Patricia Taea · Ilhas Cook            | 5.09m w |
| Salto triplo                            | Terani Faremiro · Polinésia Francesa  | 11.08m {CR}} | Kalina Mama'o · Tonga                | 10.78m  |                                       |         |
| Arremesso de peso                       | Margaret Satupai · Samoa              | 13.92m       | Kaati Malua · Tonga                  | 11.47m  | Inara Lista Sioni · Tuvalu            | 9.65m   |
| Arremesso de peso Série de Grand Prix   | Margaret Satupai · Samoa              | 14.39m       | Inara Lista Sioni · Tuvalu           | 9.42m   |                                       |         |
| Lançamento de disco                     | Margaret Satupai · Samoa              | 45.69m       | Patsy Akeli · Samoa                  | 38.56m  | Kaati Malua · Tonga                   | 29.07m  |
| Lançamento de disco Série de Grand Prix | Margaret Satupai · Samoa              | 44.13m       |                                      |         |                                       |         |
| Lançamento do martelo                   | Siniva Marsters · Ilhas Cook          | 38.93m       | Margaret Satupai · Samoa             | 37.91m  |                                       |         |
| Lançamento do dardo                     | Patsy Akeli · Samoa                   | 51.54m       | Johanna Sui · Polinésia Francesa     | 42.86m  | Maki Samantha Lockington · Ilhas Cook | 39.28m  |
| Lançamento de dardo Série de Grand Prix | Patsy Akeli · Samoa                   | 50.03m       |                                      |         |                                       |         |

## Quadro de medalhas (não oficial)
| Ordem | País               | Medalha de ouro | Medalha de prata | Medalha de bronze | Total |
| ----- | ------------------ | --------------- | ---------------- | ----------------- | ----- |
| 1     | Polinésia Francesa | 11              | 9                | 1                 | 21    |
| 2     | Nova Zelândia      | 10              | 3                | 2                 | 15    |
| 3     | Tonga              | 6               | 8                | 6                 | 20    |
| 4     | Samoa              | 4               | 5                | 1                 | 10    |
| 5     | Ilhas Cook         | 1               | 0                | 4                 | 5     |
| 6     | Niue               | 0               | 1                | 2                 | 3     |
| 7     | Tuvalu             | 0               | 1                | 1                 | 2     |
| Total | Total              | 32              | 27               | 17                | 76    |

## Participantes
Segundo uma contagem não oficial, 53 atletas de 8 nacionalidades participaram.
| - Samoa Americana (1) - Ilhas Cook (10) - Polinésia Francesa (10) | - Nova Zelândia (7) - Niue (4) - {SAM}} (5) | - Tonga (12) - Tuvalu (4) |

Legenda
| Recorde mundial       | Recorde mundial (World record)               |                       | Recorde africano                      | Recorde africano (African) |                                           | Q | Classificado por posição (Qualified) |
| Recorde do campeonato | Recorde do campeonato (Championship record)  | Recorde da América    | Recorde da América (Americas)         | q                          | Classificado por melhor tempo (Qualified) |   |                                      |
| Melhor marca do ano   | Melhor marca do ano (World leading)          | Recorde asiático      | Recorde asiático (Asian)              | DNS                        | Não largou (Did not start)                |   |                                      |
| Recorde nacional      | Recorde nacional (National record)           | Recorde europeu       | Recorde europeu (European)            | DNF                        | Não terminou (Did not finish)             |   |                                      |
| Recorde pessoal       | Recorde pessoal do atleta (Personal best)    | Recorde da Oceania    | Recorde da Oceania (Oceania)          | DSQ / DQ                   | Desclassificado (Disqualified)            |   |                                      |
| Recorde da temporada  | Recorde da temporada do atleta (Season best) | Recorde sul-americano | Recorde sul-americano (South America) | NM                         | Sem marca (No mark)                       |   |                                      |